# سفارة سلوفينيا في بولندا
سفارة سلوفينيا في بولندا هي أرفع تمثيل دبلوماسي لدولة سلوفينيا لدى بولندا. تقع السفارة في وارسو وهي تهدف لتعزيز المصالح السلوفينية في بولندا.

## وصلات خارجية
- الموقع الرسمي
- قائمة سفارات سلوفينيا
- قائمة السفارات في بولندا